# Кнудсон, Альфред
Альфред Джордж Кнудсон (англ. Alfred George Knudson, Jr.; 9 августа 1922, Лос-Анджелес, США — 10 июля 2016, Филадельфия, Пенсильвания, США) — американский генетик, специалист по генетике рака. Одним из наиболее важным достижений учёного является мутационная теория канцерогенеза, предложенная им в 1971 году.
Доктор медицины (1947) и доктор философии (1956), член Американского философского общества (1991). С 1976 года сотрудничал с Онкологическим центром Фокса-Чейза в Филадельфии. Лауреат Ласкеровской премии.
Окончил Калифорнийский технологический университет в 1944 году. Степень доктора медицины получил в 1947 году в Колумбийском университете. Степень доктора философии — в 1956 году в Калифорнийском технологическом институте. В 1956-62 гг. глава департамента педиатрии, а в 1962-66 гг. - департамента биологии City of Hope Medical Center. В 1966-69 гг. ассоциированный декан Университета штата Нью-Йорк в Стоуни-Брук. С 1970 по 1976 год декан школы биомедицины Центра здравоохранения Техасского университета в Хьюстоне. С 1976 года сотрудничал с Онкологическим центром Фокса-Чейза в Филадельфии, до 1983 г. его научный директор, в 1980-82 гг. также президент. Умер у себя дома.

## Награды и отличия
С 1953 по 1954 год являлся стипендиатом фонда Гуггенхайма.
- 1991 — Charles S. Mott Prize[англ.]
- 1991 — Премия Уильяма Аллана[англ.]
- 1997 — Международная премия Гайрднера
- 1998 — Премия Альберта Ласкера за клинические исследования
- 1999 — Награда Американского общества детской гематологии и онкологии за профессиональные достижения
- 2004 — Премия Киото
- 2005 — AACR Award for Lifetime Achievement in Cancer Research[англ.]